# Liste des passes de cape

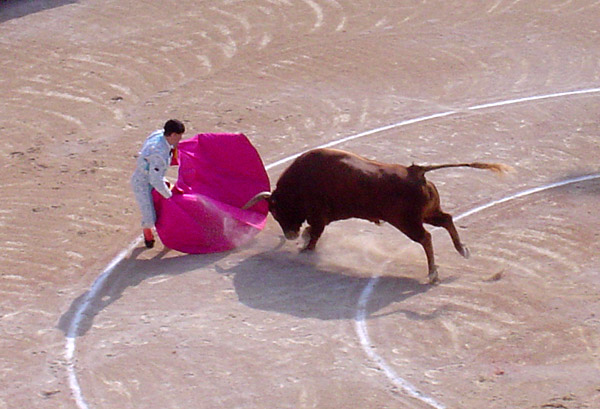
Capote de brega - Torero réalisant une passe de capote en début de lidia

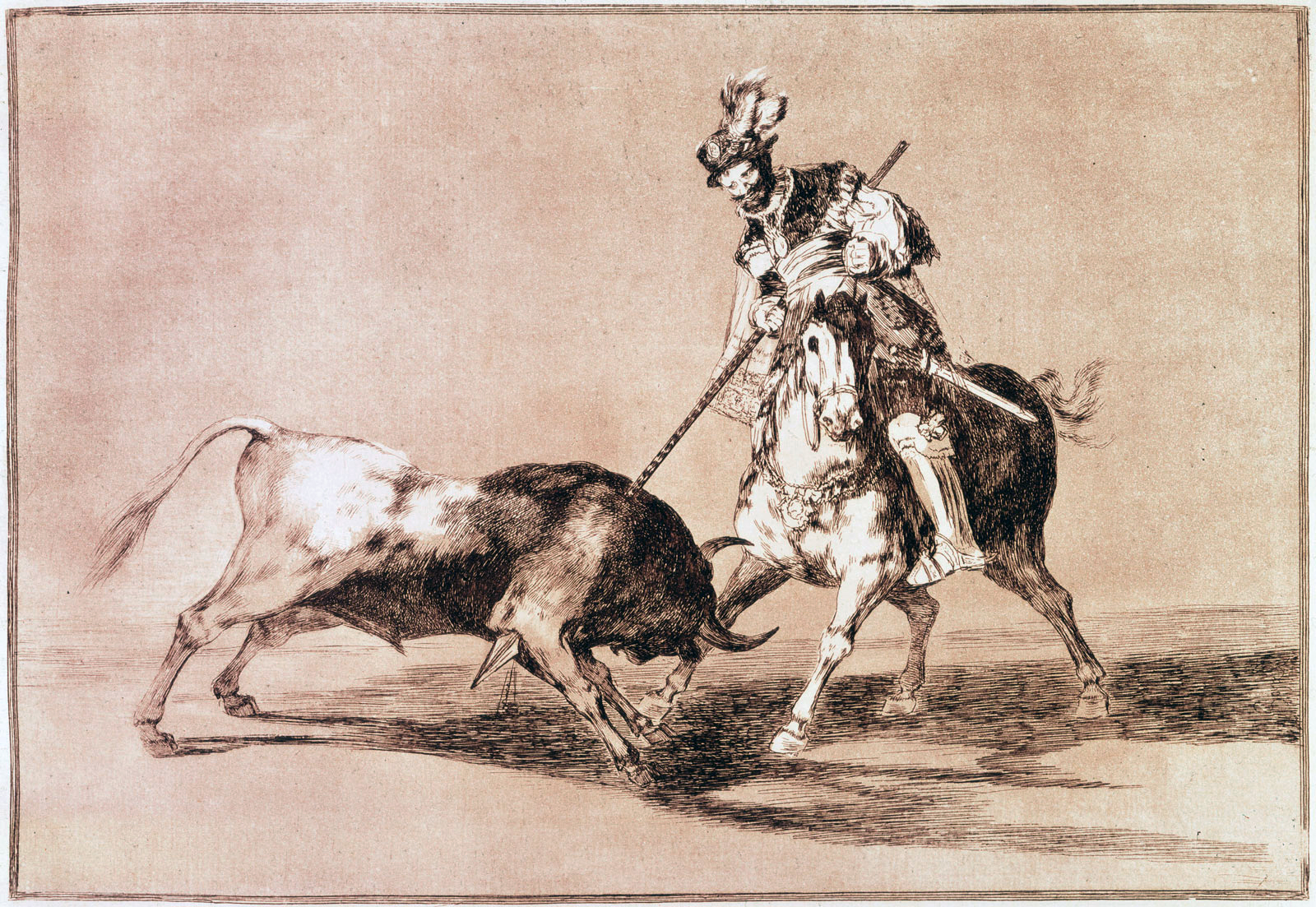
El Cid Campeador combattant un taureau à la lance, gravure n°11 de La Tauromaquia de Goya.

La cape était à l'origine un vêtement en laine que portaient les matadors sur leurs épaules comme le montre la gravure de Francisco de Goya : Le Cid Campeador. Actuellement en coton, elle est généralement rose et jaune, parfois rose et bleu, mais elle a eu toutes les couleurs au cours des siècles. Sa taille varie de 1 à 1,20 m.  Elle a même été utilisée autrefois comme bouclier, enroulée autour du bras gauche, et actuellement, les tailleurs des toreros la confectionnent à la mesure de chaque matador. La cape ou capote de Brega est utilisée à la fois par les banderilleros pour la mise en place du taureau, pour se protéger lors du premier tercio de la lidia, et par le matador pour exécuter plusieurs passes dont la plus courante est la véronique. Elle est aussi utilisée pour emmener le taureau à la pique du Picador et pour l'en retirer. Il est interdit aux subalternes de la cuadrilla de retirer la cape brusquement sous les yeux de l'animal (recortar) pour couper sa charge et l'obliger à se retourner violemment, ce qui handicaperait le taureau. Pour une utilisation harmonieuse de la cape, le matador doit s'attacher à templar. 
Il existe une grande variété de passe de cape. Beaucoup avait été abandonnées en Europe jusque dans les années 1990, et elles ont réapparu avec les jeunes matadors ayant toréé en Amérique latine où l'on apprécie beaucoup ces "suertes de capote" et où les taureaux, plus vifs et plus légers "passent" mieux.
Liste non exhaustive
- Abanico (ou En Abanico)
- Adorno
- Al Costado por detras
- Aragonesa (Frente por detras)
- Chicuelina
- Demi-véronique
- Farol
- Fregolina
- Galleo
- Gaonera
- Larga
- Larga cambiada
- Larga afarolada
- Mariposa
- Navarra
- Orticina
- Orteguina
- Parón
- Quite
- Rebolera
- Remate
- Rodillazo (à la cape)
- Serpentina
- Por tapatías
- Por tijeríllas
- Saltillera
- Tafarella
- Véronique